# Anthophora quadrimaculata
Anthophora quadrimaculata  (лат.) — вид земляных пчёл рода Anthophora из трибы Anthophorini семейства Apidae. Европа, включая европейскую часть России. Длина 11—12 мм. Голова спереди чёрная. Клипеус густо пунктированный мелкими точками. 2-й членик жгутика антенн равен длине трёх последующих члеников вместе взятых. Шпоры тёмно-жёлтые. 2—4-й тергиты в своей вершинной части тёмные. 5-й тергит с серыми волосками на вершинном краю. Вид был впервые описан в 1798 году немецким энтомологом и ботаником Георгом Вольфгангом Панцером в составе рода Apis
.
Унивольтинный вид, дающий одно поколение в год. Самки появляются с мая по август (самцы — с мая по сентябрь). Полилекты, опыляющие растения нескольких семейств: Boraginaceae, Crassulaceae,  Fabaceae, Lamiaceae, Solanaceae. На Anthophora quadrimaculata паразитируют пчёлы-кукушки Thyreus orbatus, Coelioxys rufescens.